# Chỉ số thị trường chứng khoán
Chỉ số thị trường chứng khoán là một giá trị thống kê phản ánh tình hình của thị trường cổ phiếu. Nó được tổng hợp từ danh mục các cổ phiếu theo phương pháp tính nhất định. Thông thường, danh mục sẽ bao gồm các cổ phiếu có những điểm chung như cùng niêm yết tại một sở giao dịch chứng khoán, cùng ngành hay cùng mức vốn hóa thị trường. Các chỉ số chứng khoán này có thể do sở giao dịch chứng khoán định ra (ví dụ Vn-Index), cũng có thể do hãng thông tin (ví dụ Nikkei 225) hay một thể chế tài chính nào đó định ra (ví dụ Hang Seng Index).

## Các chỉ số nổi tiếng trên thế giới
- Chỉ số Công nghiệp Dow Jones (Dow Jones Industrial Average, DJIA) của Hoa Kỳ
- S&P 500 của Hoa Kỳ
- FTSE 100 của Anh
- CAC 40 của Pháp
- DAX của Đức
- Nikkei 225 của Nhật Bản
- Hang Seng Index của Hồng Kông

## Các chỉ số thị trường chứng khoán của Việt Nam
- VN-Index
- VN30
- HNX-Index
- HNX30
- UPCOM
- VNXAllShare